# Hiéroglyphe égyptien E32
Pour les articles homonymes, voir Babouin et Guillaume Babouin.
Le babouin, en hiéroglyphes égyptiens, est classifié dans la section E « Mammifères » de la liste de Gardiner ; il y est noté E32.

## Représentation
Il représente un babouin hamadryas (Papio hamadryas). 

## Utilisation
C'est un déterminatif de termes désignant un babouin ou un singe.
| q · n | d | E32 | D40 |

| q · n | d | E32 | D40 |

## Exemples de mots
| i | a · n | E32 |

| i | a · n | E32 |

| k | i | i | E32 |

| k | i | i | E32 |

| a · n · a | E32 |

| a · n · a | E32 |